# Uza, Israel
Uza ( hebreo : עוזה , eng. Fuerza) es un moshav religioso en el sur de Israel . Ubicado en Hevel Lakhish, a unos dos kilómetros al sur de Kiryat Gat y cubriendo 1,000 dunams, cae bajo la jurisdicción del Concejo Regional Shafir. En 2017 tenía una población de 408.

## Historia
El pueblo se estableció en 1950. Su nombre fue tomado del pasaje bíblico "Convoca el poder, oh Dios, muestra la fuerza, oh Dios, tú que nos has forjado" ( Salmos 68:28). " 